# Testikulärer adrenaler Resttumor
Testikuläre adrenale Resttumoren (kurz: TART) sind seltene gutartige Tumoren des Hodens.

## Pathophysiologie
TART bestehen aus funktionsfähigem, biologisch gutartigem Nebennierenrindengewebe, können also alle dort gebildeten Hormone (Cortisol, Aldosteron, Testosteron, Östrogen) produzieren. Die Häufigkeit von TART ist nicht genau bekannt, da die Tumoren in der Regel unentdeckt bleiben. Sie stellen eine gelegentliche Zufallsdiagnose bei Verdacht auf Hodenkrebs oder Eierstockskrebs dar. Bei Ausfall der eigentlichen Nebennierenrindenfunktion kann TART-Gewebe den Funktionsverlust partiell oder komplett ausgleichen, da es auf ACTH anspricht. Somit werden viele TART-Fälle auch beim adrenogenitalen Syndrom entdeckt, bei dem Enzymdefekte der Cortisolbiosynthese einen erhöhten ACTH-Spiegel triggern. Auch bei kongenitaler Nebennierenhyperplasie werden TART beobachtet. Durch seine eigene hormonelle Aktivität, aber auch durch seine anatomische Nähe zum Hodengewebe kann TART die Fruchtbarkeit stören.

## Therapie
Unter normaler Nebennierenrindenfunktion ist TART-Gewebe kaum hormonell aktiv. Eine Behandlung ist dann nur notwendig, wenn der Tumor mechanische Beschwerden hervorruft. Unter Behandlung mit Corticosteroiden bildet sich TART-Gewebe stark zurück, kann aber wieder neu heranwachsen. In anderen Fällen kann eine Operation notwendig sein.